# Zebulon York
Pour les articles homonymes, voir York.
Zebulon York (10 octobre 1819 - 5 août 1900) est un général de l'armée des États Confédérés pendant la guerre de Sécession. Il fait partie d'un petit groupe de généraux confédérés né dans un État du Nord.

## Avant la guerre
York est originaire d'Avon, dans le Maine. Son grand-père était aide-de-camp du général George Washington durant la révolution américaine et était présent lors de la reddition de Lord Cornwallis à la suite de la bataille de Yorktown. York est diplômé de l'université de Transylvanie, dans le Kentucky, puis fait des études de droit à l'université de Louisiane. Il est avant-guerre avocat et planteur de coton dans l'État de Louisiane.

## Guerre de Sécession
Lorsque l'État fait sécession de l'Union au début de 1861, York organise une compagnie de la 14th Louisiana Infantry et en est son premier capitaine. Il est successivement promu commandant et lieutenant-colonel, et combat lors de la campagne de la Péninsule à l'été 1862. Il est blessé lors de la bataille de Williamsburg. Il fait preuve de bravoure et de bon jugement militaire pendant la bataille des Sept Jours et est promu lors d'une vacance du poste colonel du régiment en août 1862.
Le colonel York mène le 14th Louisiana lors des batailles du second Bull Run (blessé une seconde fois), d'Antietam, et de Fredericksburg. En hiver et au printemps de 1863, il retourne en Louisiane pour faire du recrutement afin d'aider à reconstituer les rangs réduits de son régiment. Il retourne à temps pour la campagne de Gettysburg et la campagne suivant de Bristoe et la campagne de Mine Run.
En 1864, York participe aux batailles de la Wilderness et de Spotsylvania Court House. Il est promu au brigadier général en mai et reçoit le commandement de la combinaison de deux brigades de Louisiane amoindries dirigées par Harry T. Hays et Leroy A. Stafford. Servant dans la division de John B. Gordon de l'armée de la Vallée de Jubal A. Early, York combat dans de nombreuses batailles et escarmouches du raid de Early sur Washington, y compris la bataille de Monocacy dans le Maryland. Il est grièvement blessé dans la vallée de la Shenandoah, à la bataille d'Opequon et ne peut plus servir sur le terrain.
Après sa longue récupération, York est affecté au service de recrutement dans divers camps de prisonniers de guerre. Après la chute de Richmond, York et un petit nombre de troupes et d'artillerie défendent avec succès le pont de la rivière Yadkin contre une attaque des commandos de Stoneman, permettant au président Jefferson Davis en fuite d'échapper à la justice pendant un certain temps.

## Après la guerre
Après la guerre, York retourne à Vidalia, en Louisiane, pour trouver que ses six plantations tentaculaires ont été détruites. Dans la foulée, il ouvre et gère un hôtel rentable, la maison de York, en face de la rivière à Natchez. Il achète également cinq bateaux à vapeur et commence acheminer des personnes, des marchandises, et du bétail dans les zones rurales. En 1882, ses bateaux à vapeur aident à livrer les fournitures de secours aux victimes des inondations.
Zebulon York meurt à Natchez, Mississippi, et est enterré dans le cimetière de la ville de Natchez.